# Drino lavinia
Drino lavinia là một loài ruồi trong họ Tachinidae.